# Uda (Nara)
Uda (宇陀市 Uda-shi?) es una ciudad localizada en la prefectura de Nara, Japón. En julio de 2019 tenía una población estimada de 28.720 habitantes y una densidad de población de 116 personas por km². Su área total es de 247,50 km².
La ciudad fue fundada el 1 de enero de 2006, tras la fusión de los pueblos de Haibara, Ōuda y Utano, y la villa de Murō, pertenecientes al Distrito de Uda.

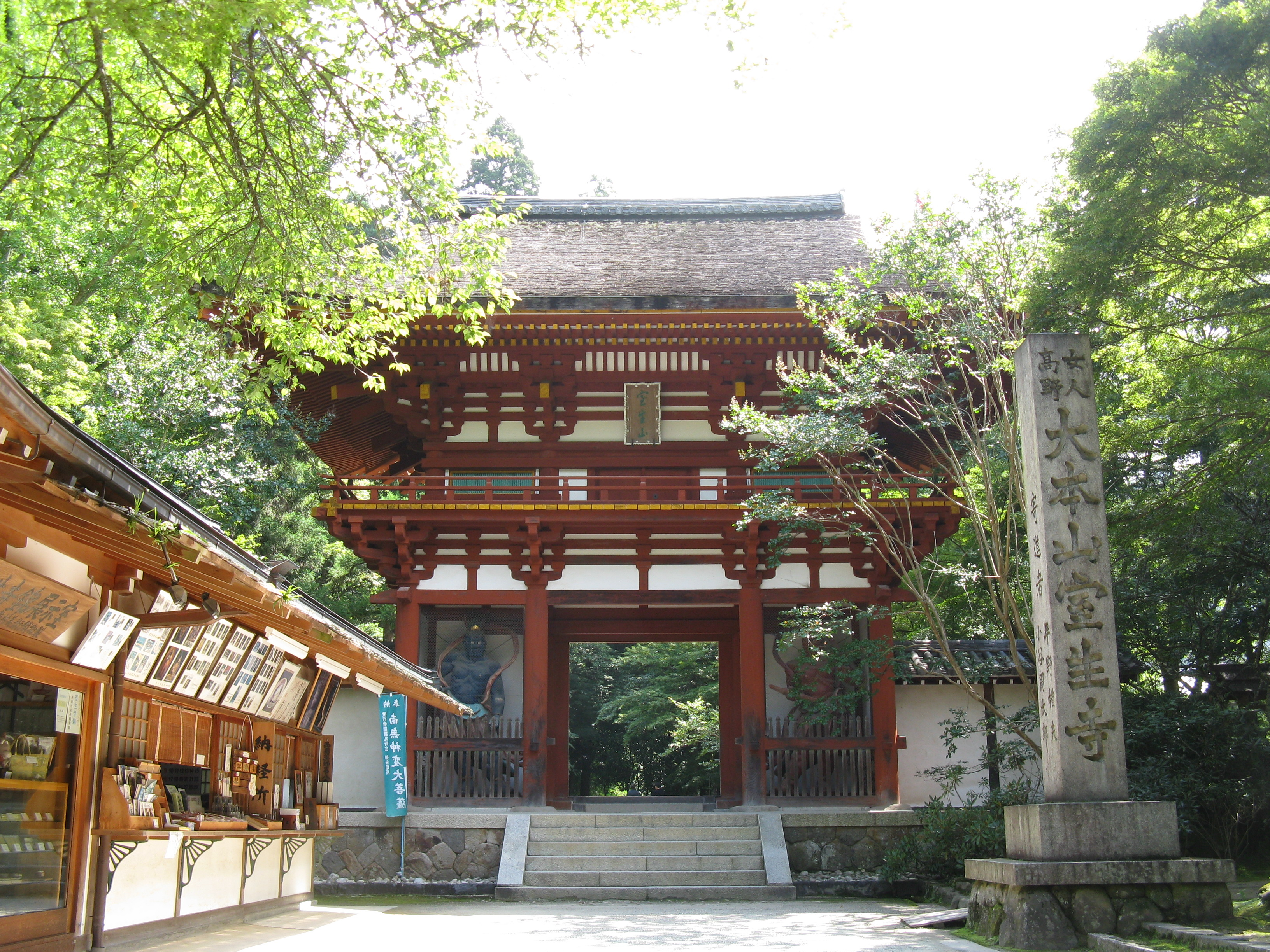
Murō-ji

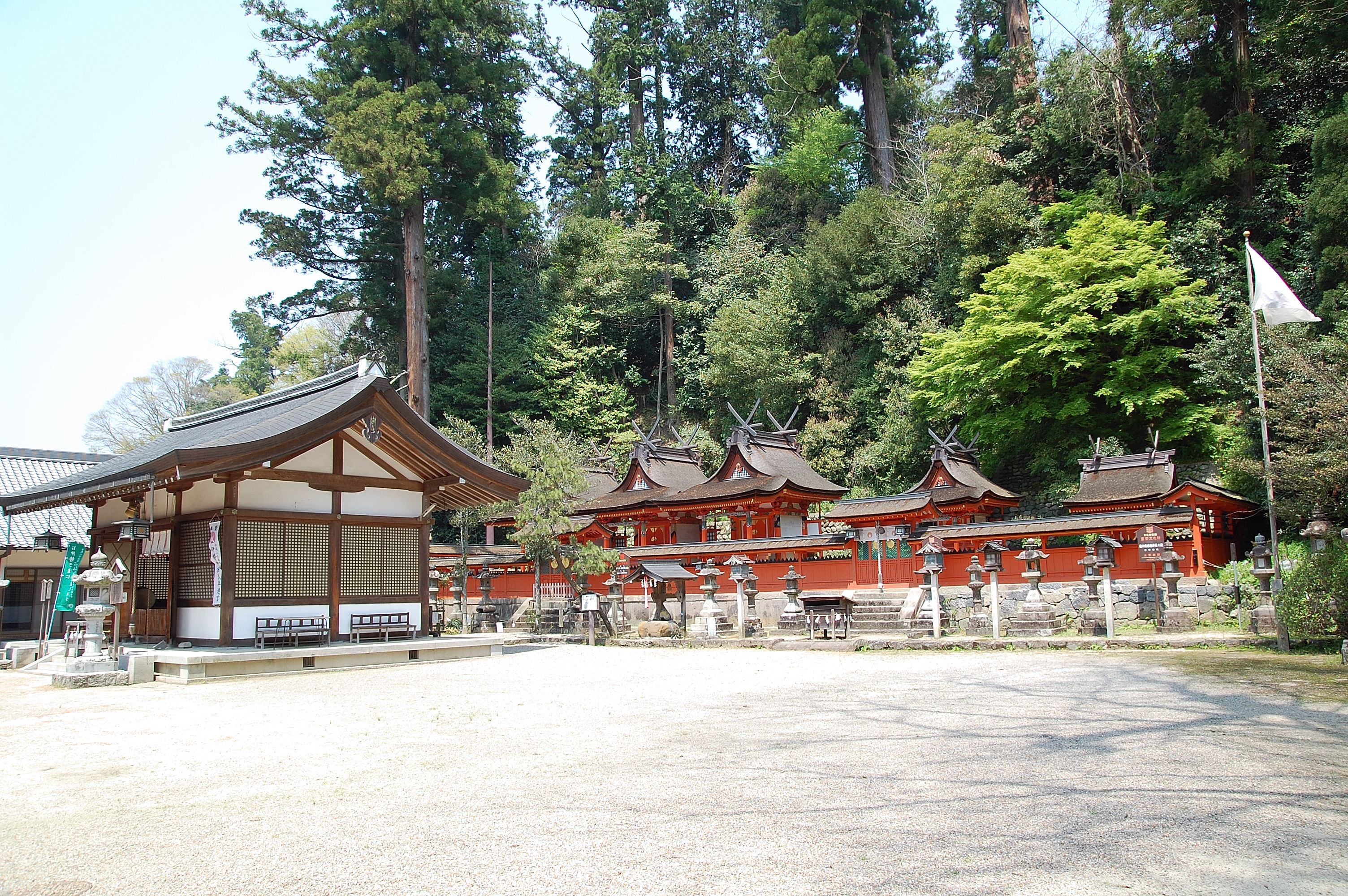
Santuario Uda Mikumari

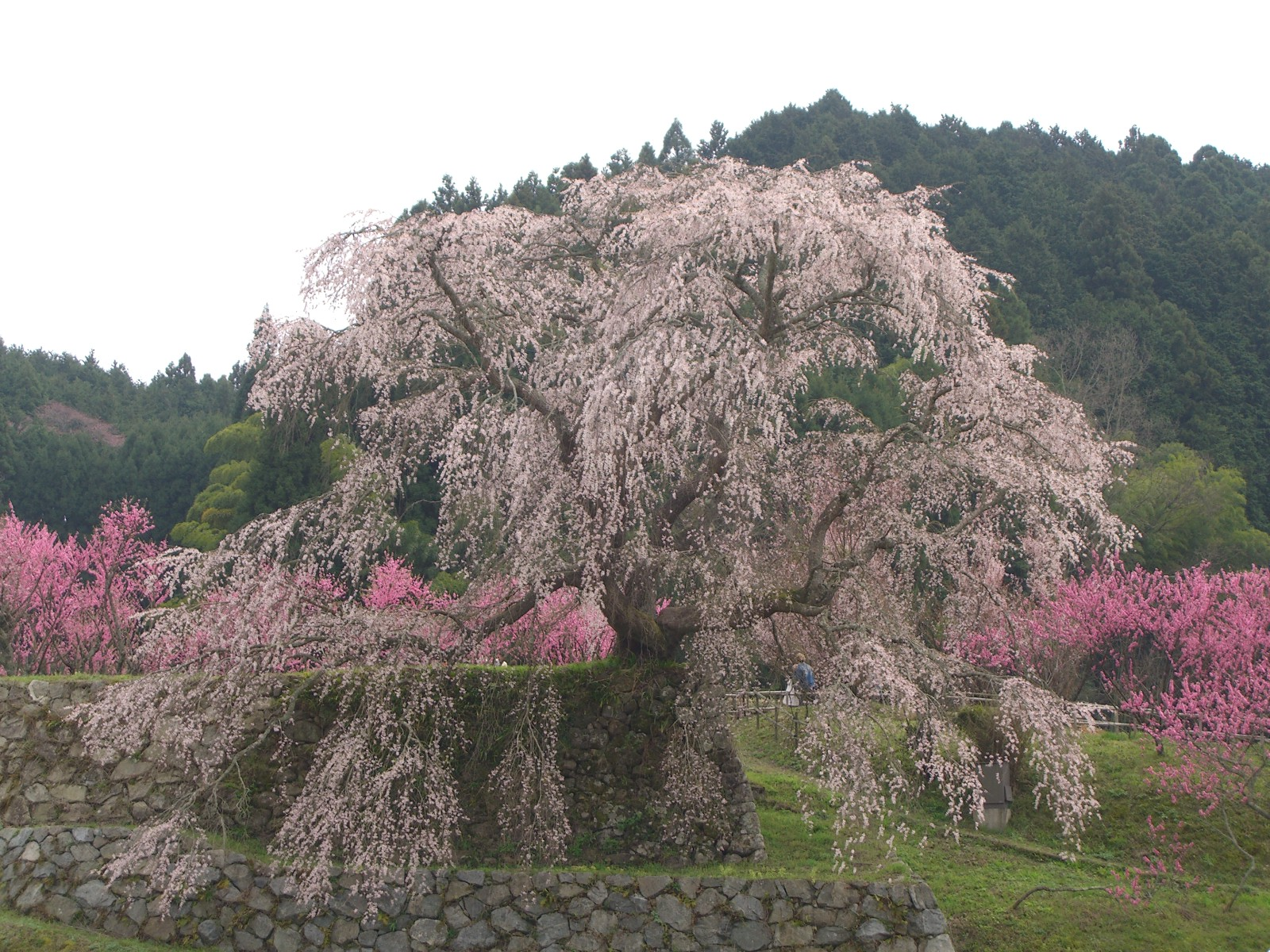
Matabee Sakura

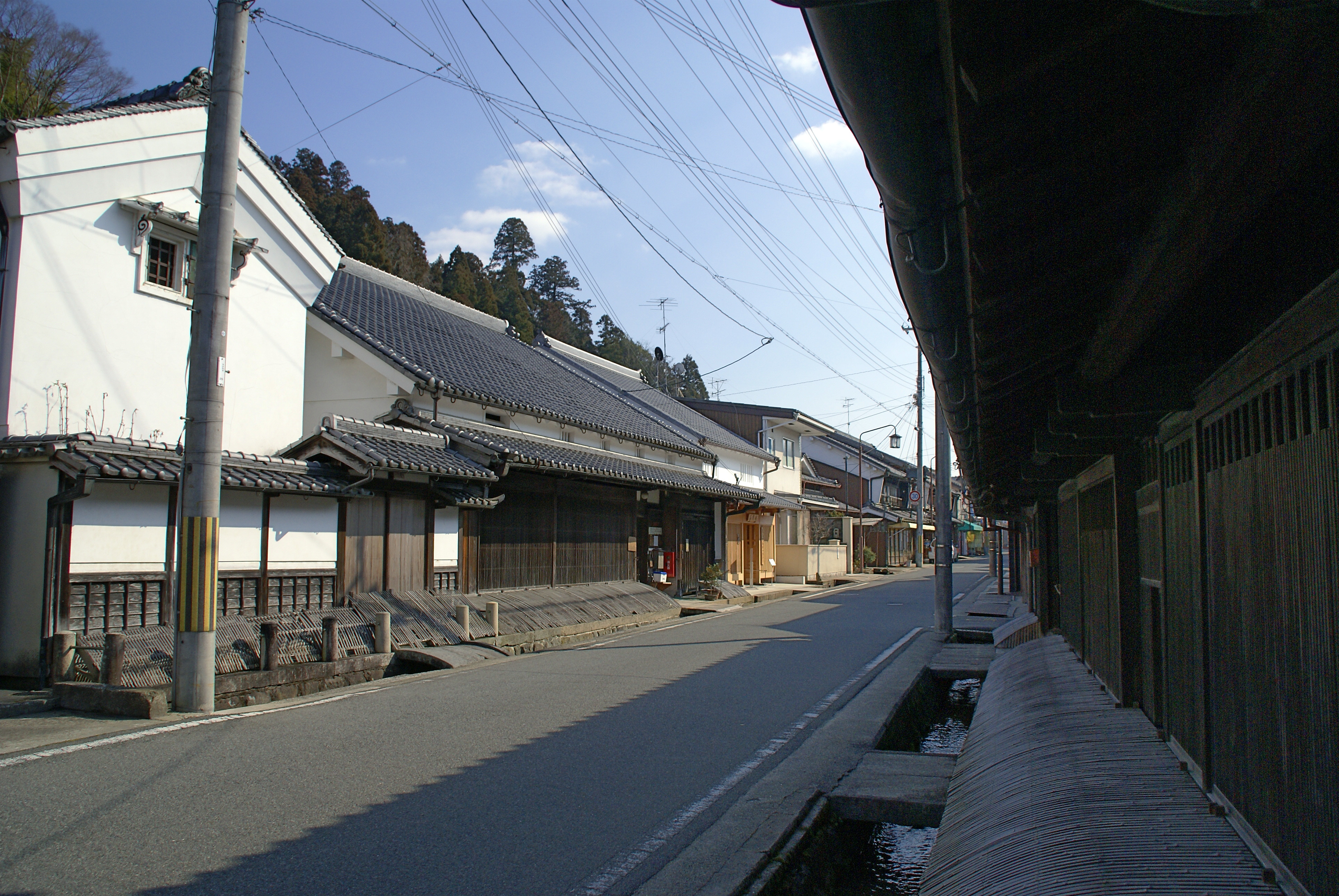
Matsuyama

## Geografía
Se ubica sobre la meseta de Yamato y es una zona rodeada de montañas.

### Localidades circundantes
- Prefectura de Nara
  - Nara
  - Sakurai
  - Yamazoe
  - Soni
  - Yoshino
  - Higashiyoshino
- Prefectura de Mie
  - Nabari

## Demografía
Según datos del censo japonés, la población de Uda ha disminuido en los últimos años.
| Año del censo | Población |
| ------------- | --------- |
| 1995          | 42.035    |
| 2000          | 39.762    |
| 2005          | 37.183    |
| 2010          | 34.227    |
| 2015          | 31.105    |

## Sitios de interés
- Murō-ji
- Ōno-dera
- Butsuryū-ji
- Santuario Uda Mikumari (Tesoro Nacional de Japón)
- Santuario Aki
- Mikumarizakura en el río Utano
- Matabee Sakura
- Barrio de Matsuyama (barrio histórico)